# Dardha (Korça)
Dardha (albanisch auch Dardhë) ist ein Dorf in den Bergen Südostalbaniens, das in der Bashkia Korça im Qark Korça liegt. Dardha liegt auf der Ostseite des Morava-Gebirges auf rund 1300 m ü. A. Von Korça aus ist Dardha rund 17 Kilometer entfernt und über Boboshtica und einem über 1500 m ü. A. hohen Pass auf asphaltierter Straße erreichbar.
In kommunistischer Zeit gehörte Dardha zum Dorf Miras in Devoll. Später war Dardha Teil der Komuna Drenova, seit 2015 der Bashkia Korça. Nach Miras, Arëza und andere Dörfern Devolls besteht keine asphaltierte Straßenverbindung.

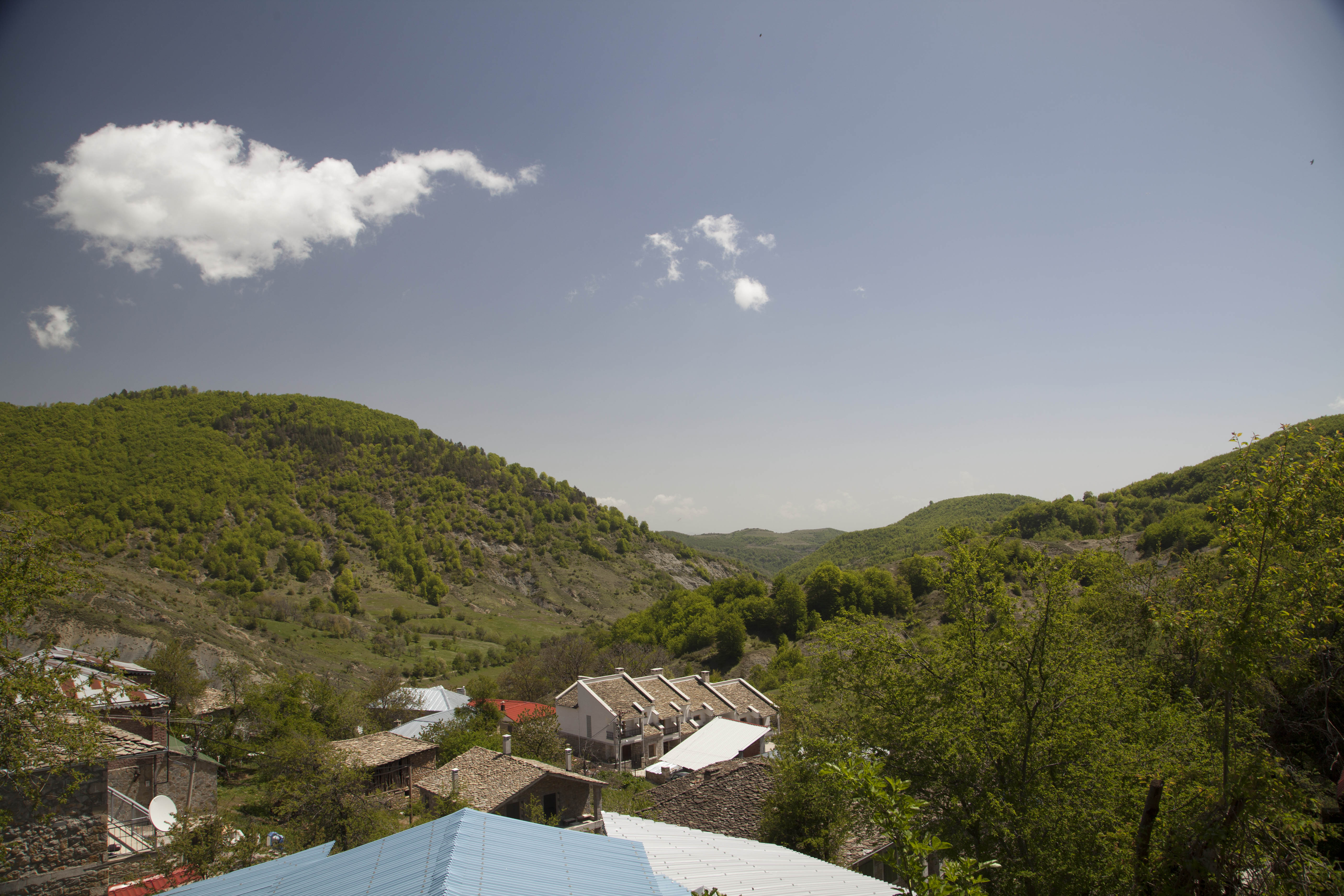
Dardha liegt abgeschieden in den Bergen Südostalbaniens.

Dardha ist eines von 100 Dörfern, in denen die albanische Regierung gezielt den ländlichen Tourismus fördern möchte. Der Tourismus ist dabei bereits weit entwickelt und zum wichtigsten Wirtschaftsfaktor geworden: Es gibt mehrere Hotels und Unterkünfte, die einen Aufenthalt an der Bergfrische ermöglichen. Dardha eignet sich als Ausgangsort für Wanderungen in den Bergen. Im Winter wird oberhalb von Dardha Albaniens einziger Skilift betrieben. Die Berge nördlich des Dorfes sind Teil des Landschaftsschutzgebiets Drenova-Sinica.
Zudem ist das Dorf bekannt für seine traditionelle Küche. Dardha verfügt weiter über einen historischen Kern mit alten Häusern. Bereits gegen Ende des 19. Jahrhunderts sollen erste Touristen Dardha aufgesucht haben. In den 1930er Jahren wurde ein touristisches Fotobüchlein über Dardha gedruckt. Die Kommunisten errichteten in Dardha ein Erholungs- respektive Ferienheim. Heute gibt es auch ein kleines Museum, das sich der traditionellen Kultur des Dorfes widmet.

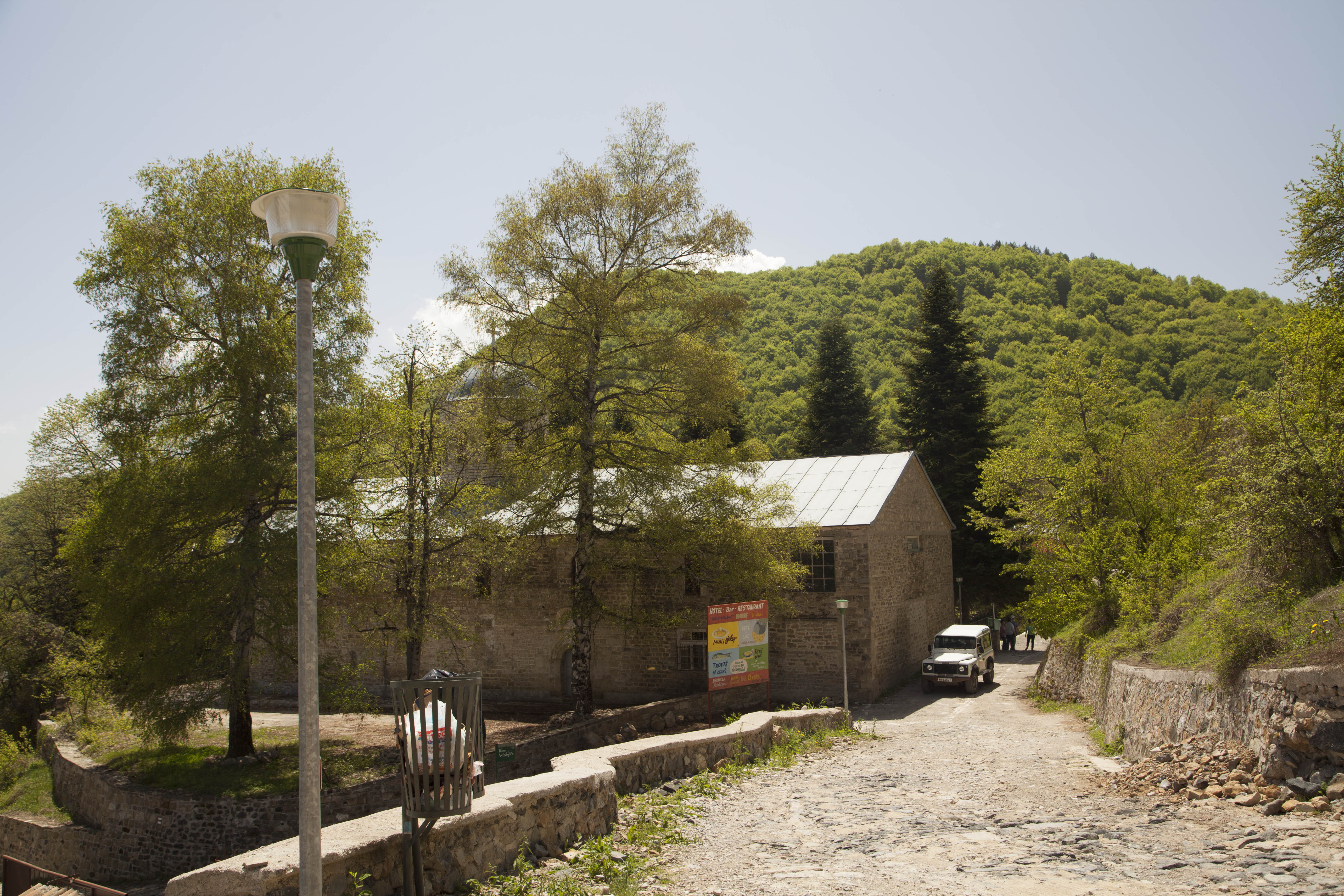
Die Dorfkirche ist als Kulturdenkmal geschützt.

Dardha ist ein eher junges Dorf, um das Jahr 1600 errichtet. Erst nach der Oppukation Albaniens durch die Osmanen entstanden, war es ein Rückzugsort von – zumeist christlichen – Personen, die von den Türken verfolgt wurden. Im Unterschied zu vielen anderen Dörfern in der Region wurde Dardha nie durch die Osmanen zerstört. Seit 1768 gibt es in Dardha eine griechische Schule. 1917 eröffnete eine Schule, die Unterricht auf Albanisch anbot. Die Georgskirche (Kisha e Shën Gjergjit) aus dem Jahr 1839, nach älteren Quellen nur deren Ikonostase, ist seit 1970 als Kulturdenkmal geschützt. In den 1970er Jahren diente die Kirche als Mensa fürs Ferienheim.
In der ersten Hälfte des 20. Jahrhunderts sind viele Menschen aus Dardha in die USA ausgewandert. Die Emigranten trugen auch zur Entwicklung von Dardha bei, ließen Mitte der 1920er Jahre eine moderne Schule (seit 2018 ein Kulturdenkmal) und eine fahrbare Straße errichten. Ein Nachkomme von Auswanderern aus Dardha ist der amerikanische Astronaut William George Gregory.
Die Bevölkerung besteht traditionell aus orthodoxen Albanern. In den 1950er Jahren sind einige aromunische Familien hier sesshaft geworden. Seit dem Zusammenbruch des kommunistischen Systems ist auch Dardha stark von Abwanderung betroffen.